# Västergötlands runinskrifter 67
VG 67 är en runsten vid Dagsnäs i Bjärka socken och Skara kommun, sydväst om Hornborgasjön. Stenen är flyttad från Saleby socken, Saleby kyrka av P. Tham på 1700-talet.

## Inskriften
Translitterering av runraden:
+ fraustin + karþi + kubl · þausi + aftiʀ + þuru + kunu + sino + su ... ...(s) + tutiʀ bast + miþ + altum + uarþi at + rata + au͡k + at arkʀi '+ kunu + saʀ + ias haukui +  krus + -... + uf + briuti
Normalisering till runsvenska:
Frøystæinn gærði kumbl þausi æftiʀ Þoru, konu sina. Su [vaʀ] ... dottiʀ, bæzt með aldum. Verði at rata ok at argʀi konu saʀ es haggvi [i] krus, ... of briuti.
Översättning till nusvenska:
Frösten gjorde detta kummel efter Tora, sin hustru. Hon var …-s dotter, bäst bland människor. Varde till en 'räte' och till en 'arg' kvinna den som hugger sönder(?) eller bryter (stenen).
Enligt Riksantikvarieämbetets informationsskylt vid platsen innebar den avslutande förbannelsen att "gravskändaren skulle bli pervers och stötas ut från samhället."

### Bilder

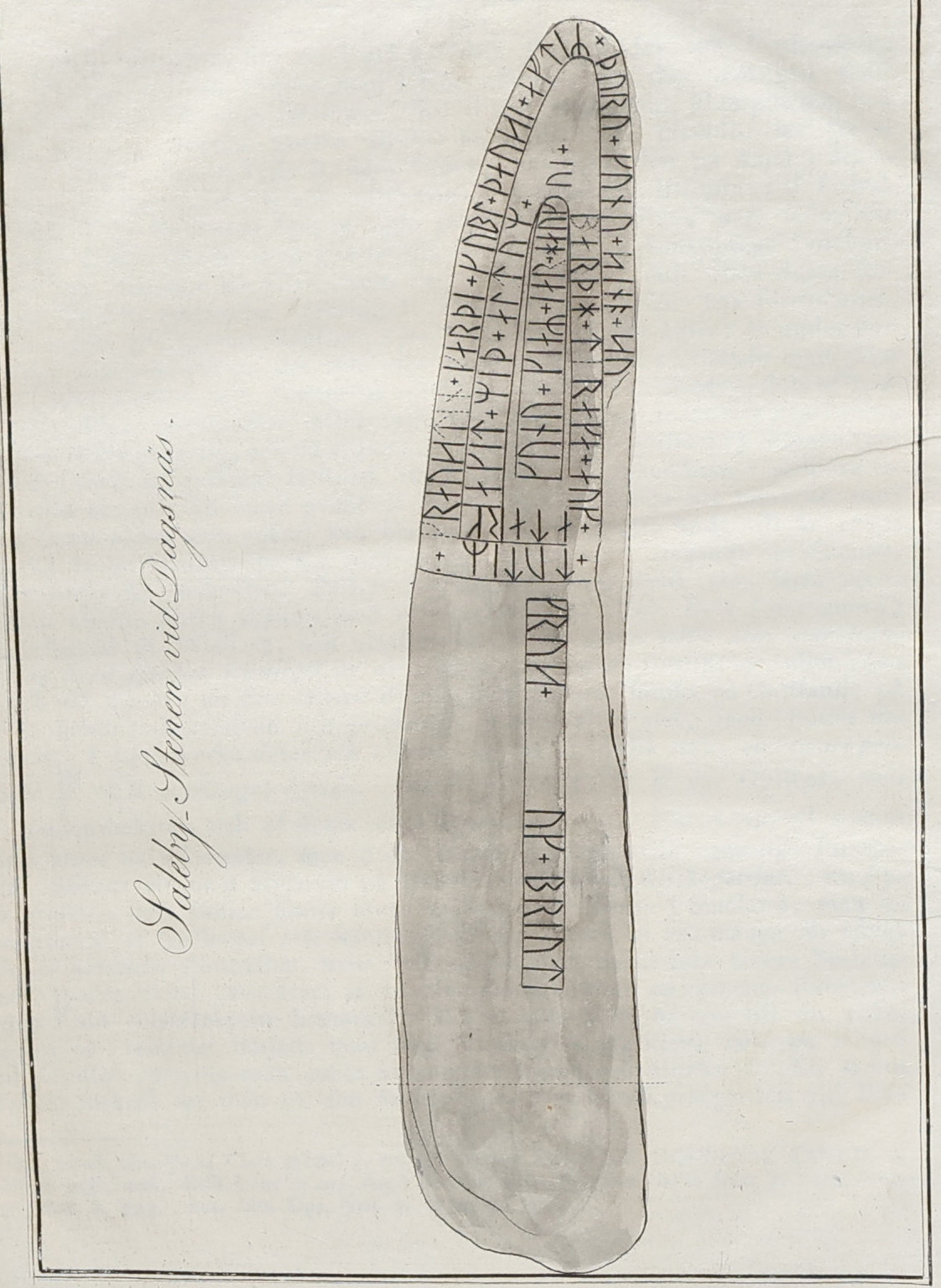
Runsten Vg 67 avbildad av Nils Henrik Sjöborg 1824.
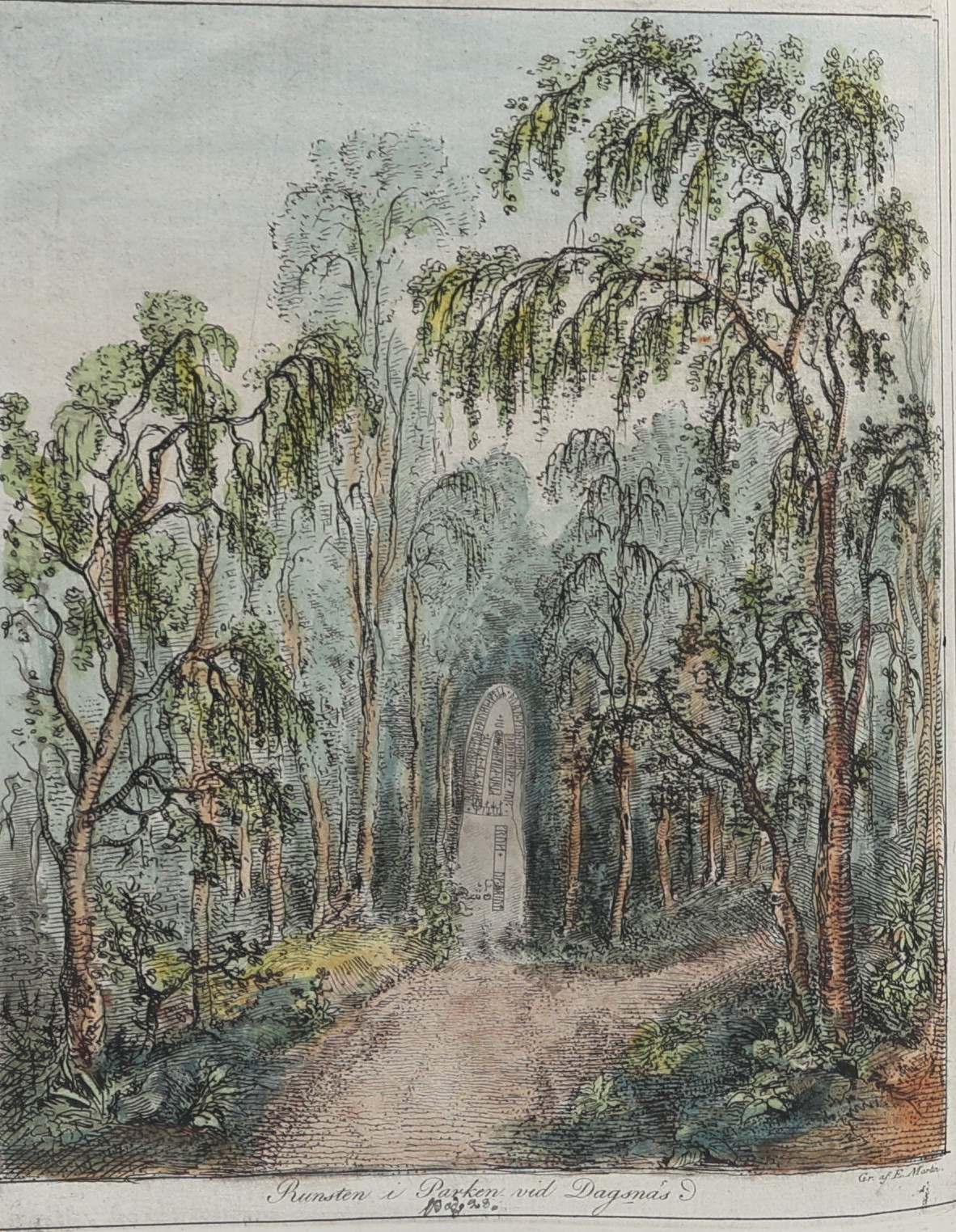
Runstenen Vg 67 avbildad i Dagsnäs park ca år 1800. Utförd av Elias Martin.